# IAAF Label Road Races 2014

Logo

Die IAAF Label Road Races 2014 waren Laufveranstaltungen, die von der IAAF für 2014 das Etikett Gold, Silber oder Bronze erhielten. 

## Gold
| auch Teil des World Marathon Majors |

| Datum  | Veranstaltung                                       | Distanz    | Sieger                    | Siegerin                       |
| ------ | --------------------------------------------------- | ---------- | ------------------------- | ------------------------------ |
| 02.01. | Xiamen-Marathon Xiamen                              | 42,195 km  | Mariko Kiplagat Kipchumba | Mare Dibaba                    |
| 24.01. | Dubai-Marathon Dubai                                | 42,195 km  | Tsegaye Mekonnen          | Mulu Seboka                    |
| 23.02. | Tokio-Marathon 2014 Tokio                           | 42,195 km  | Dickson Kiptolo Chumba    | Tirfi Tsegaye                  |
| 23.02. | World’s Best 10K San Juan                           | 10 km      | Bedan Karoki              | Mary Wacera                    |
| 02.03. | Biwa-See-Marathon Ōtsu                              | 42,195 km  | Bazu Worku                | –                              |
| 02.03. | Roma – Ostia Rom – Ostia                            | 21,0975 km | Aziz Lahbabi              | Caroline Jepchirchir Chepkwony |
| 09.03  | Nagoya-Marathon Nagoya                              | 42,195 km  | –                         | Marija Konowalowa              |
| 16.03. | Seoul International Marathon Seoul                  | 42,195 km  | Yacob Jarso               | Helah Kiprop                   |
| 16.03. | Lissabon-Halbmarathon Lissabon                      | 21,0975 km | Bedan Karoki Muchiri      | Worknesh Degefa                |
| 23.03. | Rom-Marathon Rom                                    | 42,195 km  | Hailu Legese Shume        | Lemma Geda Ayelu               |
| 05.04. | Prag-Halbmarathon Prag                              | 21,0975 km | Peter Kirui               | Joyce Chepkirui                |
| 06.04. | Paris-Marathon Paris                                | 42,195 km  | Kenenisa Bekele           | Flomena Cheyech Daniel         |
| 13.04. | Rotterdam-Marathon Rotterdam                        | 42,195 km  | Eliud Kipchoge            | Abebech Afework                |
| 13.04. | London-Marathon 2014 London                         | 42,195 km  | Wilson Kipsang            | Edna Ngeringwony Kiplagat      |
| 13.04. | Vienna City Marathon Wien                           | 42,195 km  | Getu Feleke               | Anna Hahner                    |
| 20.04. | Yangzhou-Jianzhen-Halbmarathon Yangzhou             | 21,0975 km | Nguse Tesfaldet           | Gladys Cherono                 |
| 21.04. | Boston-Marathon 2014 Boston                         | 42,195 km  | Meb Keflezighi            | Rita Jeptoo Sitienei           |
| 11.05. | Prag-Marathon Prag                                  | 42,195 km  | Patrick Terer Kipyegon    | Firehiwot Dado                 |
| 18.05. | Great Manchester Run Manchester                     | 10 km      | Kenenisa Bekele           | Tirunesh Dibaba                |
| 06.07. | Gold-Coast-Marathon Gold Coast                      | 42,195 km  | Silah Kipkemboi Limo      | Asami Katō                     |
| 27.07. | Bogotá-Halbmarathon Bogotá                          | 21,0975 km | Geoffrey Kipsang Kamworor | Rita Jeptoo                    |
| 06.09. | Grand Prix von Prag Prag                            | 10 km      | Geoffrey Ronoh            | Correti Jepkoech               |
| 07.09. | Great North Run Newcastle upon Tyne – South Shields | 21,0975 km | Mo Farah                  | Mary Jepkosgei Keitany         |
| 28.09. | Berlin-Marathon 2014 Berlin                         | 42,195 km  | Dennis Kipruto Kimetto    | Tirfi Tsegaye                  |
| 28.09. | Carrera de la Mujer Bogotá Bogotá                   | 10 km      | –                         | Belaynesh Oljira               |
| 05.10. | Lissabon-Marathon Lissabon                          | 42,195 km  | Samuel Ndungu Wanjiku     | Visiline Jepkesho              |
| 05.10. | Great Scottish Run Glasgow                          | 21,0975 km | Stephen Mokoka            | Edna Ngeringwony Kiplagat      |
| 05.10. | Portugal-Halbmarathon Lissabon                      | 21,0975 km | Stephen Kibet             | Purity Rionoripo               |
| 12.10. | Chicago-Marathon 2014 Chicago                       | 42,195 km  | Eliud Kipchoge            | Rita Jeptoo Sitienei           |
| 19.10. | Amsterdam-Marathon Amsterdam                        | 42,195 km  | Bernard Kiprop Kipyego    | Betelhem Moges                 |
| 19.10. | Peking-Marathon Peking                              | 42,195 km  | Girmay Birhanu            | Fatuma Sado                    |
| 26.10. | Frankfurt-Marathon Frankfurt am Main                | 42,195 km  | Mark Kosgei Kiptoo        | Aberu Kebede                   |
| 26.10. | Great South Run Portsmouth                          | 10 Meilen  | James Gitahi Rungaru      | Belaynesh Oljira               |
| 02.11. | Shanghai-Marathon Shanghai                          | 42,195 km  | Stephen Mokoka            | Tigist Tufa                    |
| 02.11. | New-York-City-Marathon 2014 New York City           | 42,195 km  | Wilson Kipsang            | Mary Jepkosgei Keitany         |
| 16.11. | Istanbul-Marathon Istanbul                          | 42,195 km  | Hafid Chani               | Amane Gobena                   |
| 07.12. | Fukuoka-Marathon Fukuoka                            | 42,195 km  | Patrick Makau Musyoki     | –                              |
| 07.12. | Singapur-Marathon Singapur                          | 42,195 km  | Kenneth Mburu Mungara     | Mekasha Waganesh Amare         |

## Silber
| Datum  | Veranstaltung                         | Distanz    | Sieger                    | Siegerin                  |
| ------ | ------------------------------------- | ---------- | ------------------------- | ------------------------- |
| 26.01. | Osaka Women’s Marathon Osaka          | 42,195 km  | –                         | Tetjana Hamera-Schmyrko   |
| 02.02. | Beppu-Ōita-Marathon Ōita              | 42,195 km  | Abraham Kiplimo           | Chiyuki Mochizuki         |
| 02.02. | Kagawa-Marugame-Halbmarathon Marugame | 21,0975 km | Martin Irungu Mathathi    | Eri Makikawa              |
| 16.02. | Hong Kong Marathon Hongkong           | 42,195 km  | Feyera Gemeda             | Rehima Kedir              |
| 06.04. | Daegu-Marathon Daegu                  | 42,195 km  | Yemane Tsegay             | Mulu Seboka               |
| 06.04. | Great Ireland Run Dublin              | 10 km      | Japhet Korir              | Iwona Lewandowska         |
| 27.04. | Hannover-Marathon Hannover            | 42,195 km  | Henry Chirchir            | Souad Aït Salem           |
| 27.04. | Madrid-Marathon Madrid                | 42,195 km  | Ezekiel Kiptoo Chebii     | Fikre Kifle Alem          |
| 24.05. | Ottawa 10K Ottawa                     | 10 km      | Wilson Kiprop             | Mary Keitany              |
| 25.05. | Ottawa-Marathon Ottawa                | 42,195 km  | Yemane Tsegay             | Tigist Tufa               |
| 31.05. | Freihofer’s Run for Women Albany      | 5 km       | –                         | Lucy Wangui Kabuu         |
| 07.06. | Budweis-Halbmarathon Budweis          | 21,0975 km | Geoffrey Kipsang Kamworor | Betelhem Moges            |
| 21.06. | Olmütz-Halbmarathon Olmütz            | 21,0975 km | Geoffrey Ronoh            | Edna Ngeringwony Kiplagat |
| 14.09. | Ústí-Halbmarathon Ústí nad Labem      | 21,0975 km | Adugna Takele             | Correti Jepkoech          |
| 21.09. | Sydney-Marathon Sydney                | 42,195 km  | Gebo Burka Gameda         | Biruktayit Eshetu Degefa  |
| 21.09. | Dam tot Damloop Amsterdam             | 10 Meilen  | John Mwangangi            | Linet Masai               |
| 19.10. | Valencia-Halbmarathon Valencia        | 21,0975 km | Abraham Naibei Cheroben   | Emily Chebet Muge         |
| 19.10. | Great Birmingham Run Birmingham       | 21,0975 km | Joel Kimutai              | Polline Wanjiku           |
| 19.10. | Toronto Waterfront Marathon Toronto   | 42,195 km  | Laban Korir               | Mulu Seboka               |
| 26.10. | Marseille – Cassis Marseille          | 20,308 km  | Titus Kipjumba Mbishei    | Peres Jepchirchir         |
| 26.10. | Venedig-Marathon Venedig              | 42,195 km  | Behailu Mamo              | Konjit Tilahun            |
| 16.11. | Yokohama-Marathon Yokohama            | 42,195 km  | –                         | Tomomi Tanaka             |
| 28.12. | Corrida de Houilles Houilles          | 10 km      | Victor Chumo              | Peres Jepchirchir         |
| 31.12. | San Silvestre Vallecana Madrid        | 10 km      | Mike Kipruto Kigen        | Gemma Steel               |

## Bronze
| Datum  | Veranstaltung                        | Distanz    | Sieger                  | Siegerin               |
| ------ | ------------------------------------ | ---------- | ----------------------- | ---------------------- |
| 23.02. | Sevilla-Marathon Sevilla             | 42,195 km  | Cosmas Kiplimo Lagat    | Pamela Rotich          |
| 06.04. | Brighton-Marathon Brighton           | 42,195 km  | William Chebon Chebor   | Alice Cherotich Milgo  |
| 06.04. | Mailand-Marathon Mailand             | 42,195 km  | Francis Kipkorir Kiprop | Visiline Jepkesho      |
| 06.04. | Santiago-Marathon Santiago de Chile  | 42,195 km  | Beraki Beyene           | Emily Chepkorir        |
| 13.04. | Pjöngjang-Marathon Pjöngjang         | 42,195 km  | Pak Song-chol           | Kim Hye-gyong          |
| 13.04. | Łódź-Marathon Łódź                   | 42,195 km  | Yared Shegumo           | Karolina Jarzynska     |
| 20.04. | Nagano-Marathon Nagano               | 42,195 km  | Serhij Lebid            | Alina Prokopjewa       |
| 18.05. | Gifu-Seiryū-Halbmarathon Gifu        | 21,0975 km | Bedan Karoki            | Visiline Jepkesho      |
| 18.05. | Riga-Marathon Riga                   | 42,195 km  | Yu Chiba                | Tigist Teshome Ayanu   |
| 25.05. | Edinburgh-Marathon Edinburgh         | 42,195 km  | David Toniok            | Kateryna Stetsenko     |
| 01.06. | Lanzhou-Marathon Lanzhou             | 42,195 km  | Gilbert Chepkwony       | Eunice Jepkirui        |
| 14.06. | Corrida de Langueux Langueux         | 10 km      | Victor Chumo Kimutai    | Angela Tanui Jemesunde |
| 28.06. | Vidovdan-Lauf Brčko                  | 10 km      | Darko Živanović         | Anikó Kálovics         |
| 21.09. | Siberian International Marathon Omsk | 42,195 km  | John Kyalo Kyui         | Purity Kimetto         |
| 09.11. | Beirut-Marathon Beirut               | 42,195 km  | Fikadu Girma            | Mulahabt Tsega         |
| 09.11. | Marathon des Alpes-Maritimes Nizza   | 42,195 km  | Shume Hailu             | Rose Jepchumba         |
| 16.11. | Valencia-Marathon Valencia           | 42,195 km  | Jacob Kendagor          | Beata Naigambo         |
| 13.12. | Zhuhai-Halbmarathon Zhuhai           | 21,0975 km | Ma Jinguo               | Sun Lamei              |